# Transports en commun de Saint-Omer
Cet article concerne le réseau de transport en commun de Saint-Omer. Pour le réseau d'Épernay également appelé Mouvéo, voir Transports urbains d'Épernay et du Pays de Champagne.
 (décembre 2018).
Mouvéo est le réseau de transport en commun de la Communauté d'agglomération du Pays de Saint-Omer (CAPSO), dans le département du Pas-de-Calais en région Hauts-de-France. Il compte 7 lignes et dessert 15 communes.

## Historique
En 2015, le réseau qui s'appelait autrefois Casobus change de nom et devient Mouvéo.
En septembre 2018, les lignes interurbaines 510 et 511 du réseau interurbain Oscar sont cédées à la CAPSO par la région Hauts-de-France et sont intégrées au réseau Mouvéo. Une nouvelle ligne reliant Aire-sur-la-Lys à Isbergues, la 511 bis, est également créée.
À la rentrée scolaire 2021, les lignes 510 et 511bis sont supprimées et remplacées par un service de transport à la demande. Un premier véhicule fonctionnant au gaz naturel est mis en service sur la ligne 2, il s'agit d'un midibus du constructeur Scania.

## Réseau actuel
Le réseau est composé de six lignes urbaines et d'une ligne interurbaine.

### Lignes urbaines
| Ligne | Caractéristiques | Caractéristiques                                                                                 | Caractéristiques                                                                                 | Caractéristiques                                                                                 | Caractéristiques                                                                                 | Caractéristiques                                                                                 | Caractéristiques                                                                                 | Caractéristiques                                                                                 | Caractéristiques                                                                                 |
| 1     | Saint-Omer – Gare ⥋ Longuenesse – Campus | Saint-Omer – Gare ⥋ Longuenesse – Campus                                                         | Saint-Omer – Gare ⥋ Longuenesse – Campus                                                         | Saint-Omer – Gare ⥋ Longuenesse – Campus                                                         | Saint-Omer – Gare ⥋ Longuenesse – Campus                                                         | Saint-Omer – Gare ⥋ Longuenesse – Campus                                                         | Saint-Omer – Gare ⥋ Longuenesse – Campus                                                         | Saint-Omer – Gare ⥋ Longuenesse – Campus                                                         | Saint-Omer – Gare ⥋ Longuenesse – Campus                                                         |
| ----- | --- | ------------------------------------------------------------------------------------------------ | ------------------------------------------------------------------------------------------------ | ------------------------------------------------------------------------------------------------ | ------------------------------------------------------------------------------------------------ | ------------------------------------------------------------------------------------------------ | ------------------------------------------------------------------------------------------------ | ------------------------------------------------------------------------------------------------ | ------------------------------------------------------------------------------------------------ |
| 1     | Ouverture / Fermeture — / — | Longueur —                                                                                       | Durée 25 min                                                                                     | Nb. d’arrêts 13                                                                                  | Matériel Sprinter City 65                                                                        | Jours de fonctionnement L, Ma, Me, J, V, S                                                       | Jour / Soir / Nuit / Fêtes O / N / N / N                                                         | Voy. / an —                                                                                      | Exploitant Schoonaert                                                                            |
| 1     | Desserte : - Communes : Saint-Omer – Longuenesse – Blendecques - Principaux lieux desservis : Gare de Saint-Omer, Lycée privé Saint-Denis, Lycée du Pays de Saint-Omer - Site Monsigny, Centre-ville de Saint-Omer, Cinéma O'Ciné, Musée de l'hôtel Sandelin, Hôtel de ville de Saint-Omer, Théâtre de Saint-Omer, Jardin public de Saint-Omer, Cathédrale Notre-Dame de Saint-Omer, Motte castrale de Saint-Omer, Cité scolaire Blaise Pascal, Complexe aquatique et salle de spectable Sceneo, Centre commercial des rives de l'Aa, Zone commerciale des Frais Fonds, Clinique Elsan de Saint-Omer, Collège et lycée privés La Malassise, École d'ingénieurs du Littoral-Côte-d'Opale. |                                                                                                  |                                                                                                  |                                                                                                  |                                                                                                  |                                                                                                  |                                                                                                  |                                                                                                  |                                                                                                  |
| 1     | Autre : - Amplitude horaire et fréquence : - du lundi au vendredi : de 6 h 30 à 19 h 55 avec un passage toutes les 12 à 15 minutes. - samedis : de 7 h 55 à 19 h 35 avec un passage toutes les 14 minutes. - Particularités : - Le samedi, les arrêts Poste – Rue Carnot, Omer Pley – Bleuets et Place Painlevé ne sont pas desservis en direction de Longuenesse jusque 14 h 30. À la place, les arrêts Mathurin, Port au Lait Battu et Jardin Public sont desservis. - Date de dernière mise à jour : 23 août 2023. |                                                                                                  |                                                                                                  |                                                                                                  |                                                                                                  |                                                                                                  |                                                                                                  |                                                                                                  |                                                                                                  |
| 1     | Dernière actualisation : — |                                                                                                  |                                                                                                  |                                                                                                  |                                                                                                  |                                                                                                  |                                                                                                  |                                                                                                  |                                                                                                  |
| 2     | Saint-Omer – Gare ⥋ Helfaut – Place / Hallines – Cité Léon Blum | Saint-Omer – Gare ⥋ Helfaut – Place / Hallines – Cité Léon Blum                                  | Saint-Omer – Gare ⥋ Helfaut – Place / Hallines – Cité Léon Blum                                  | Saint-Omer – Gare ⥋ Helfaut – Place / Hallines – Cité Léon Blum                                  | Saint-Omer – Gare ⥋ Helfaut – Place / Hallines – Cité Léon Blum                                  | Saint-Omer – Gare ⥋ Helfaut – Place / Hallines – Cité Léon Blum                                  | Saint-Omer – Gare ⥋ Helfaut – Place / Hallines – Cité Léon Blum                                  | Saint-Omer – Gare ⥋ Helfaut – Place / Hallines – Cité Léon Blum                                  | Saint-Omer – Gare ⥋ Helfaut – Place / Hallines – Cité Léon Blum                                  |
| 2     | Ouverture / Fermeture — / — | Longueur —                                                                                       | Durée 35-50 min                                                                                  | Nb. d’arrêts 21                                                                                  | Matériel Crossway LE Citelis 10 Citywide LF 10,5 m GNV                                           | Jours de fonctionnement L, Ma, Me, J, V, S                                                       | Jour / Soir / Nuit / Fêtes O / N / N / N                                                         | Voy. / an —                                                                                      | Exploitant Bereyne                                                                               |
| 2     | Desserte : - Communes : Saint-Omer – Longuenesse – Arques – Blendecques – Helfaut – Wizernes – Hallines - Principaux lieux desservis : Gare de Saint-Omer, Lycée du Pays de Saint-Omer - Site Jacques Durand, Lycée Alexandre Ribot, Complexe aquatique et salle de spectable Sceneo, Centre commercial des rives de l'Aa, Zone commerciale des Frais Fonds, Hôtel de ville de Blendecques, Château du Westhove, Bois de l'Ermitage, Centre hospitalier de la région de Saint-Omer, Mairie d'Helfaut, Coupole d'Helfaut, Mairie de Wizernes, Mairie d'Hallines. |                                                                                                  |                                                                                                  |                                                                                                  |                                                                                                  |                                                                                                  |                                                                                                  |                                                                                                  |                                                                                                  |
| 2     | Autre : - Amplitude horaire et fréquence : - du lundi au vendredi : de 6 h 20 à 20 h 30 avec un passage toutes les 30 à 45 minutes. - samedis : de 6 h 55 à 19 h 55 avec un passage toutes les 35 à 45 minutes. - Particularités : - La desserte d'Hallines n'est effectuée qu'en heures creuses. - Date de dernière mise à jour : 23 août 2023. |                                                                                                  |                                                                                                  |                                                                                                  |                                                                                                  |                                                                                                  |                                                                                                  |                                                                                                  |                                                                                                  |
| 2     | Dernière actualisation : — |                                                                                                  |                                                                                                  |                                                                                                  |                                                                                                  |                                                                                                  |                                                                                                  |                                                                                                  |                                                                                                  |
| 3     | Saint-Omer – Gare ⥋ Arques – Malhôve | Saint-Omer – Gare ⥋ Arques – Malhôve                                                             | Saint-Omer – Gare ⥋ Arques – Malhôve                                                             | Saint-Omer – Gare ⥋ Arques – Malhôve                                                             | Saint-Omer – Gare ⥋ Arques – Malhôve                                                             | Saint-Omer – Gare ⥋ Arques – Malhôve                                                             | Saint-Omer – Gare ⥋ Arques – Malhôve                                                             | Saint-Omer – Gare ⥋ Arques – Malhôve                                                             | Saint-Omer – Gare ⥋ Arques – Malhôve                                                             |
| 3     | Ouverture / Fermeture — / — | Longueur —                                                                                       | Durée 35 min                                                                                     | Nb. d’arrêts 14                                                                                  | Matériel Crossway LE Citelis 10                                                                  | Jours de fonctionnement L, Ma, Me, J, V, S                                                       | Jour / Soir / Nuit / Fêtes O / N / N / N                                                         | Voy. / an —                                                                                      | Exploitant Schoonaert                                                                            |
| 3     | Desserte : - Communes : Saint-Omer – Longuenesse – Arques - Principaux lieux desservis : Gare de Saint-Omer, Lycée du Pays de Saint-Omer - Site Jacques Durand, Lycée Alexandre Ribot, Complexe aquatique et salle de spectable Sceneo, Centre commercial des rives de l'Aa, Zone commerciale des Frais Fonds, Médiathèque d'Arques, Cimetière d'Arques, Jardin public d'Arques, Mairie d'Arques, Centre-ville d'Arques, Collège Pierre Mendès-France, Étang de Malhôve. |                                                                                                  |                                                                                                  |                                                                                                  |                                                                                                  |                                                                                                  |                                                                                                  |                                                                                                  |                                                                                                  |
| 3     | Autre : - Amplitude horaire et fréquence : - du lundi au vendredi : de 6 h 10 à 19 h 35 avec un passage toutes les 40 à 60 minutes. - samedis : de 7 h 10 à 19 h 35 avec un passage toutes les 80 minutes. - Date de dernière mise à jour : 23 août 2023. |                                                                                                  |                                                                                                  |                                                                                                  |                                                                                                  |                                                                                                  |                                                                                                  |                                                                                                  |                                                                                                  |
| 3     | Dernière actualisation : — |                                                                                                  |                                                                                                  |                                                                                                  |                                                                                                  |                                                                                                  |                                                                                                  |                                                                                                  |                                                                                                  |
| 4     | Saint-Omer – Gare ⥋ Longuenesse – Centre Commercial | Saint-Omer – Gare ⥋ Longuenesse – Centre Commercial                                              | Saint-Omer – Gare ⥋ Longuenesse – Centre Commercial                                              | Saint-Omer – Gare ⥋ Longuenesse – Centre Commercial                                              | Saint-Omer – Gare ⥋ Longuenesse – Centre Commercial                                              | Saint-Omer – Gare ⥋ Longuenesse – Centre Commercial                                              | Saint-Omer – Gare ⥋ Longuenesse – Centre Commercial                                              | Saint-Omer – Gare ⥋ Longuenesse – Centre Commercial                                              | Saint-Omer – Gare ⥋ Longuenesse – Centre Commercial                                              |
| 4     | Ouverture / Fermeture — / — | Longueur —                                                                                       | Durée 40 min                                                                                     | Nb. d’arrêts 23                                                                                  | Matériel Sprinter City 65                                                                        | Jours de fonctionnement L, Ma, Me, J, V, S                                                       | Jour / Soir / Nuit / Fêtes O / N / N / N                                                         | Voy. / an —                                                                                      | Exploitant —                                                                                     |
| 4     | Desserte : - Communes : Saint-Omer – Saint-Martin-lez-Tatinghem – Longuenesse - Principaux lieux desservis : Gare de Saint-Omer, Maison du marais de Saint-Omer, Cinéma O'Ciné, Jardin public de Saint-Omer, Stade Jean-Marie Barbier, Hôtel de ville de Longuenesse, Cimetière des Bruyères, Université du Littoral-Côte-d'Opale - Site de Longuenesse, IUT du Littoral, Complexe aquatique et salle de spectable Sceneo, Centre commercial des rives de l'Aa, Zone commerciale des Frais Fonds. |                                                                                                  |                                                                                                  |                                                                                                  |                                                                                                  |                                                                                                  |                                                                                                  |                                                                                                  |                                                                                                  |
| 4     | Autre : - Amplitude horaire et fréquence : - du lundi au vendredi : de 7 h 15 à 20 h 35 avec un passage toutes les 90 minutes. - samedis : de 8 h 0 à 19 h 55 avec un passage toutes les 100 minutes. - Date de dernière mise à jour : 23 août 2023. |                                                                                                  |                                                                                                  |                                                                                                  |                                                                                                  |                                                                                                  |                                                                                                  |                                                                                                  |                                                                                                  |
| 4     | Dernière actualisation : — |                                                                                                  |                                                                                                  |                                                                                                  |                                                                                                  |                                                                                                  |                                                                                                  |                                                                                                  |                                                                                                  |
| 5     | Clairmarais – Mairie ⥋ Saint-Martin-lez-Tatinghem – Mairie / Saint-Martin-lez-Tatinghem – Emmaüs | Clairmarais – Mairie ⥋ Saint-Martin-lez-Tatinghem – Mairie / Saint-Martin-lez-Tatinghem – Emmaüs | Clairmarais – Mairie ⥋ Saint-Martin-lez-Tatinghem – Mairie / Saint-Martin-lez-Tatinghem – Emmaüs | Clairmarais – Mairie ⥋ Saint-Martin-lez-Tatinghem – Mairie / Saint-Martin-lez-Tatinghem – Emmaüs | Clairmarais – Mairie ⥋ Saint-Martin-lez-Tatinghem – Mairie / Saint-Martin-lez-Tatinghem – Emmaüs | Clairmarais – Mairie ⥋ Saint-Martin-lez-Tatinghem – Mairie / Saint-Martin-lez-Tatinghem – Emmaüs | Clairmarais – Mairie ⥋ Saint-Martin-lez-Tatinghem – Mairie / Saint-Martin-lez-Tatinghem – Emmaüs | Clairmarais – Mairie ⥋ Saint-Martin-lez-Tatinghem – Mairie / Saint-Martin-lez-Tatinghem – Emmaüs | Clairmarais – Mairie ⥋ Saint-Martin-lez-Tatinghem – Mairie / Saint-Martin-lez-Tatinghem – Emmaüs |
| 5     | Ouverture / Fermeture — / — | Longueur —                                                                                       | Durée 20-25 min                                                                                  | Nb. d’arrêts 19                                                                                  | Matériel Sprinter City 65                                                                        | Jours de fonctionnement L, Ma, Me, J, V, S                                                       | Jour / Soir / Nuit / Fêtes O / N / N / N                                                         | Voy. / an —                                                                                      | Exploitant —                                                                                     |
| 5     | Desserte : - Communes : Clairmarais – Saint-Omer – Saint-Martin-lez-Tatinghem - Principaux lieux desservis : Mairie de Clairmarais, Cimetière de Clairmarais, Gare de Saint-Omer, Maison du marais de Saint-Omer, Cinéma O'Ciné, Jardin public de Saint-Omer, Hôtel de ville de Saint-Martin-lez-Tatinghem, Stade Jean Lengagne, Mairie annexe de Tatinghem, Zone commerciale de Saint-Martin-au-Laërt, Communauté Emmaüs de Saint-Omer. |                                                                                                  |                                                                                                  |                                                                                                  |                                                                                                  |                                                                                                  |                                                                                                  |                                                                                                  |                                                                                                  |
| 5     | Autre : - Amplitude horaire et fréquence : - du lundi au vendredi : de 6 h 55 à 20 h 10 avec un passage toutes les 50 à 60 minutes. - samedis : de 7 h 45 à 19 h 20 avec un passage toutes les 55 à 60 minutes. - Date de dernière mise à jour : 23 août 2023. |                                                                                                  |                                                                                                  |                                                                                                  |                                                                                                  |                                                                                                  |                                                                                                  |                                                                                                  |                                                                                                  |
| 5     | Dernière actualisation : — |                                                                                                  |                                                                                                  |                                                                                                  |                                                                                                  |                                                                                                  |                                                                                                  |                                                                                                  |                                                                                                  |
| 6     | Saint-Omer – Gare ⥋ Arques – Mendès France – Square Castelain / Blendecques – Hôtel de Ville | Saint-Omer – Gare ⥋ Arques – Mendès France – Square Castelain / Blendecques – Hôtel de Ville     | Saint-Omer – Gare ⥋ Arques – Mendès France – Square Castelain / Blendecques – Hôtel de Ville     | Saint-Omer – Gare ⥋ Arques – Mendès France – Square Castelain / Blendecques – Hôtel de Ville     | Saint-Omer – Gare ⥋ Arques – Mendès France – Square Castelain / Blendecques – Hôtel de Ville     | Saint-Omer – Gare ⥋ Arques – Mendès France – Square Castelain / Blendecques – Hôtel de Ville     | Saint-Omer – Gare ⥋ Arques – Mendès France – Square Castelain / Blendecques – Hôtel de Ville     | Saint-Omer – Gare ⥋ Arques – Mendès France – Square Castelain / Blendecques – Hôtel de Ville     | Saint-Omer – Gare ⥋ Arques – Mendès France – Square Castelain / Blendecques – Hôtel de Ville     |
| 6     | Ouverture / Fermeture — / — | Longueur —                                                                                       | Durée 25-30 min                                                                                  | Nb. d’arrêts 23                                                                                  | Matériel Sprinter City 65                                                                        | Jours de fonctionnement L, Ma, Me, J, V, S                                                       | Jour / Soir / Nuit / Fêtes O / N / N / N                                                         | Voy. / an —                                                                                      | Exploitant —                                                                                     |
| 6     | Desserte : - Communes : Saint-Omer – Longuenesse – Arques – Campagne-lès-Wardrecques – Blendecques - Principaux lieux desservis : Gare de Saint-Omer, Lycée du Pays de Saint-Omer - Site Jacques Durand, Lycée Alexandre Ribot, Complexe aquatique et salle de spectable Sceneo, Centre commercial des rives de l'Aa, Zone commerciale des Frais Fonds, Médiathèque d'Arques, Cimetière d'Arques, Jardin public d'Arques, Mairie d'Arques, Centre-ville d'Arques, Collège Pierre Mendès-France, Complexe de gymnastique d'Arques, Zone d'activités Porte de l'Aa, Zone d'activités du Lobel, Verrerie Arc, Gare d'Arques, Hôtel de ville de Blendecques.                                 |                                                                                                  |                                                                                                  |                                                                                                  |                                                                                                  |                                                                                                  |                                                                                                  |                                                                                                  |                                                                                                  |
| 6     | Autre : - Amplitude horaire et fréquence : - du lundi au vendredi : de 6 h 40 à 19 h 0 avec un passage toutes les 60 minutes. - samedis : de 7 h 45 à 19 h 0 avec un passage toutes les 60 à 80 minutes. - Date de dernière mise à jour : 23 août 2023. |                                                                                                  |                                                                                                  |                                                                                                  |                                                                                                  |                                                                                                  |                                                                                                  |                                                                                                  |                                                                                                  |
| 6     | Dernière actualisation : — |                                                                                                  |                                                                                                  |                                                                                                  |                                                                                                  |                                                                                                  |                                                                                                  |                                                                                                  |                                                                                                  |

### Ligne interurbaine
| Ligne | Caractéristiques | Caractéristiques                                 | Caractéristiques                                 | Caractéristiques                                 | Caractéristiques                                 | Caractéristiques                                 | Caractéristiques                                 | Caractéristiques                                 | Caractéristiques                                 |
| 511   | Saint-Omer – Gare ⥋ Isbergues – Molinghem – Gare | Saint-Omer – Gare ⥋ Isbergues – Molinghem – Gare | Saint-Omer – Gare ⥋ Isbergues – Molinghem – Gare | Saint-Omer – Gare ⥋ Isbergues – Molinghem – Gare | Saint-Omer – Gare ⥋ Isbergues – Molinghem – Gare | Saint-Omer – Gare ⥋ Isbergues – Molinghem – Gare | Saint-Omer – Gare ⥋ Isbergues – Molinghem – Gare | Saint-Omer – Gare ⥋ Isbergues – Molinghem – Gare | Saint-Omer – Gare ⥋ Isbergues – Molinghem – Gare |
| ----- | --- | ------------------------------------------------ | ------------------------------------------------ | ------------------------------------------------ | ------------------------------------------------ | ------------------------------------------------ | ------------------------------------------------ | ------------------------------------------------ | ------------------------------------------------ |
| 511   | Ouverture / Fermeture septembre 2018 / — | Longueur —                                       | Durée 55 min                                     | Nb. d’arrêts 25                                  | Matériel Crossway                                | Jours de fonctionnement L, Ma, Me, J, V, S       | Jour / Soir / Nuit / Fêtes O / N / N / N         | Voy. / an —                                      | Exploitants Merlier Inglard                      |
| 511   | Desserte : - Communes : Saint-Omer – Longuenesse – Arques – Racquinghem – Wittes – Aire-sur-la-Lys – Guarbecque – Isbergues - Principaux lieux desservis : Gare de Saint-Omer, Complexe aquatique et salle de spectable Sceneo, Médiathèque d'Arques, Cimetière d'Arques, Jardin public d'Arques, Mairie d'Arques, Centre-ville d'Arques, Gare d'Arques, Zone d'activités du Lobel, Verrerie Arc, Mairie de Racquinghem, Mairie de Wittes, Cimetière d'Aire-sur-la-Lys, Centre hospitalier d'Aire-sur-la-Lys, Centre-ville d'Aire-sur-la-Lys, Collège Jean Jaurès, Lycée Vauban, Complexe aquatique Aqualys, Zone commerciale d'Aire-sur-la-Lys, Parc de la Roupie, Mairie d'Isbergues, Collège Maurice Piquet, Complexe sportif Basly, Mairie de Guarbecque, Mairie annexe de Berguette, Mairie annexe de Molinghem, Gare d'Isbergues. |                                                  |                                                  |                                                  |                                                  |                                                  |                                                  |                                                  |                                                  |
| 511   | Autre : - Amplitude horaire et fréquence : - du lundi au samedi : de 6 h 30 à 19 h 30 avec 5 allers-retours dans la journée. - Date de dernière mise à jour : 23 août 2023. |                                                  |                                                  |                                                  |                                                  |                                                  |                                                  |                                                  |                                                  |
| 511   | Dernière actualisation : — |                                                  |                                                  |                                                  |                                                  |                                                  |                                                  |                                                  |                                                  |

## Anciennes lignes
| Ligne   | Caractéristiques | Caractéristiques                                                                      | Caractéristiques                                                                      | Caractéristiques                                                                      | Caractéristiques                                                                      | Caractéristiques                                                                      | Caractéristiques                                                                      | Caractéristiques                                                                      | Caractéristiques                                                                      |
| 510     | Saint-Omer – Gare ⥋ Fléchin – Monument aux Morts | Saint-Omer – Gare ⥋ Fléchin – Monument aux Morts                                      | Saint-Omer – Gare ⥋ Fléchin – Monument aux Morts                                      | Saint-Omer – Gare ⥋ Fléchin – Monument aux Morts                                      | Saint-Omer – Gare ⥋ Fléchin – Monument aux Morts                                      | Saint-Omer – Gare ⥋ Fléchin – Monument aux Morts                                      | Saint-Omer – Gare ⥋ Fléchin – Monument aux Morts                                      | Saint-Omer – Gare ⥋ Fléchin – Monument aux Morts                                      | Saint-Omer – Gare ⥋ Fléchin – Monument aux Morts                                      |
| ------- | --- | ------------------------------------------------------------------------------------- | ------------------------------------------------------------------------------------- | ------------------------------------------------------------------------------------- | ------------------------------------------------------------------------------------- | ------------------------------------------------------------------------------------- | ------------------------------------------------------------------------------------- | ------------------------------------------------------------------------------------- | ------------------------------------------------------------------------------------- |
| 510     | Ouverture / Fermeture septembre 2018 / septembre 2021 | Longueur —                                                                            | Durée 60 min                                                                          | Nb. d’arrêts 22                                                                       | Matériel Crossway                                                                     | Jours de fonctionnement L, Ma, Me, J, V, S                                            | Jour / Soir / Nuit / Fêtes O / N / N / N                                              | Voy. / an —                                                                           | Exploitants Merlier Inglard                                                           |
| 510     | Desserte : - Communes : Saint-Omer – Longuenesse – Heuringhem – Ecques – Clarques – Thérouanne – Enguinegatte – Erny-Saint-Julien – Enquin-les-Mines – Fléchin |                                                                                       |                                                                                       |                                                                                       |                                                                                       |                                                                                       |                                                                                       |                                                                                       |                                                                                       |
| 510     | Autre : - Amplitude horaire et fréquence : - du lundi au samedi : de 6 h 40 à 19 h 15 avec 2 allers-retours.                                                   |                                                                                       |                                                                                       |                                                                                       |                                                                                       |                                                                                       |                                                                                       |                                                                                       |                                                                                       |
| 510     | Dernière actualisation : — |                                                                                       |                                                                                       |                                                                                       |                                                                                       |                                                                                       |                                                                                       |                                                                                       |                                                                                       |
| 511 bis | Aire-sur-la-Lys – Place du Rivage – Centre Hospitalier ⥋ Isbergues – Molinghem – Gare                                                                          | Aire-sur-la-Lys – Place du Rivage – Centre Hospitalier ⥋ Isbergues – Molinghem – Gare | Aire-sur-la-Lys – Place du Rivage – Centre Hospitalier ⥋ Isbergues – Molinghem – Gare | Aire-sur-la-Lys – Place du Rivage – Centre Hospitalier ⥋ Isbergues – Molinghem – Gare | Aire-sur-la-Lys – Place du Rivage – Centre Hospitalier ⥋ Isbergues – Molinghem – Gare | Aire-sur-la-Lys – Place du Rivage – Centre Hospitalier ⥋ Isbergues – Molinghem – Gare | Aire-sur-la-Lys – Place du Rivage – Centre Hospitalier ⥋ Isbergues – Molinghem – Gare | Aire-sur-la-Lys – Place du Rivage – Centre Hospitalier ⥋ Isbergues – Molinghem – Gare | Aire-sur-la-Lys – Place du Rivage – Centre Hospitalier ⥋ Isbergues – Molinghem – Gare |
| 511 bis | Ouverture / Fermeture septembre 2018 / septembre 2021 | Longueur —                                                                            | Durée 20 min                                                                          | Nb. d’arrêts 9                                                                        | Matériel Crossway                                                                     | Jours de fonctionnement L, Ma, Me, J, V, S                                            | Jour / Soir / Nuit / Fêtes O / N / N / N                                              | Voy. / an —                                                                           | Exploitants Merlier Inglard                                                           |
| 511 bis | Desserte : - Communes : Aire-sur-la-Lys – Isbergues |                                                                                       |                                                                                       |                                                                                       |                                                                                       |                                                                                       |                                                                                       |                                                                                       |                                                                                       |
| 511 bis | Autre : - Amplitude horaire et fréquence : - du lundi au samedi : de 6 h 45 à 18 h 25 avec 4,5 allers-retours dans la journée.                                 |                                                                                       |                                                                                       |                                                                                       |                                                                                       |                                                                                       |                                                                                       |                                                                                       |                                                                                       |
| 511 bis | Dernière actualisation : — |                                                                                       |                                                                                       |                                                                                       |                                                                                       |                                                                                       |                                                                                       |                                                                                       |                                                                                       |

## Exploitation du réseau
L'exploitation du réseau a été confiée à la société Schoonaert Autocars qui dispose d'un dépôt situé à Holque ainsi qu'à la société Voyages Bereyne qui dispose d'un dépôt situé près de la gare de Saint-Omer.
Certains services sont sous-traités aux sociétés Voyages Inglard basée à Aire-sur-la-Lys et Cars Merlier basée à Blendecques.

### Amplitude horaire
Les bus circulent du lundi au vendredi de 6 h 10 à 20 h 35 et le samedi de 6 h 55 à 19 h 55. Il n'y a pas de circulation les dimanches et jours fériés.

### Matériel roulant
Le parc du réseau est principalement constitué de minibus Sprinter City 65 du constructeur Mercedes-Benz. Deux Citelis 10, quelques Crossway LE ainsi qu'un Citywide LF 10,5 m GNV viennent compléter le parc.